# 元宝山水库
元宝山水库是中国辽宁省朝阳市境内的一座水库，位于小凌河上游，建于1975年。水库正常库容为1080万立方米，集雨面积为158平方千米，海拔为274米。